# De komst van de robots
De komst van de robots (Engelse titel: The Rest of the Robots) is een sciencefictionverhalenbundel uit 1975 van de Amerikaanse schrijver Isaac Asimov. Het boek verscheen eerder in 1969 in de reeks Zwarte Beertjes.

## Korte verhalen
- De komst van de robots: (The Coming of the Robots)
  - Robot AL-76 verdwaalt (Robot AL-64 Goes Astray, 1941)
  - Overwinning onopzettelijk (Victory Unintentional, 1942)
- De wetten van de robotica: (The Laws of Robotics)
  - Eerste wet (First Law, 1956)
  - Als we bij elkaar komen (Let's Get Together, 1957)
- Susan Calvin: (Susan Calvin)
  - Succes verzekerd (Satisfaction Guaranteed, 1951)
  - Risico (Risk, 1955)
  - Lenny (Lenny, 1958)
  - Galeislaaf (Galley Slave, 1957)

Deze verhalen verschenen ook, samen met de robotverhalen uit Ik, robot in de verhalenbundel De totale robot (1984).